# Love & Human Remains
Love & Human Remains is een Canadese dramafilm uit 1993, geregisseerd door Denys Arcand en geproduceerd door Pierre Latour. De hoofdrollen worden vertolkt door Thomas Gibson, Ruth Marshall en Cameron Bancroft.

## Rolbezetting
| Acteur           | Personage |
| ---------------- | --------- |
| Thomas Gibson    | David     |
| Ruth Marshall    | Candy     |
| Cameron Bancroft | Bernie    |
| Mia Kirshner     | Benita    |
| Joanne Vannicola | Jerri     |
| Matthew Ferguson | Kane      |
| Aidan Devine     | Sal       |